# AFCアジアカップ1972
AFCアジアカップ1972は、第5回目のAFCアジアカップであり、アジア各国の代表チームによって争われるサッカーの大会である。本大会は、1972年5月7日から同年5月19日にかけて行われ、イランが優勝を決めた。

## 予選
13の国と地域が参加、東西2組に分かれてリーグ戦を行い、上位2ヶ国が本大会への出場権を得た。
- AFCアジアカップ1972 (予選)

## 出場国
- タイ (開催国)　初出場
- イラン (前回優勝国のため予選免除)　2大会連続2度目

他に予選を勝ち抜いた4ヶ国を加え、計6ヶ国が参加した。
- クメール共和国　初出場
- クウェート　初出場
- 韓国　2大会ぶり4度目
- イラク　初出場

## 本大会

### 予選ラウンド
1972年5月7日
| イラン | 2 - 0 | クメール共和国 |

| 韓国 | 0 - 0 (PK: 2 - 4) | イラク |

1972年5月8日
| タイ | 0 - 2 | クウェート |

### 1組
1972年5月9日
| イラン | 3 - 0 | イラク |

1972年5月11日
| タイ | 1 - 1 | イラク |

1972年5月13日
| タイ | 2 - 3 | イラン |

### 最終結果
|        | 点 | 試 | 勝 | 分 | 負 | 得 | 失 |
| ------ | -- | -- | -- | -- | -- | -- | -- |
| イラン | 4  | 2  | 2  | 0  | 0  | 6  | 2  |
| タイ   | 1  | 2  | 0  | 1  | 1  | 3  | 4  |
| イラク | 1  | 2  | 0  | 1  | 1  | 1  | 4  |

### 2組
1972年5月10日
| 韓国 | 4 - 1 | クメール共和国 |

1972年5月12日
| 韓国 | 1 - 2 | クウェート |

1972年5月14日
| クメール共和国 | 4 - 0 | クウェート |

### 最終結果
|                | 点 | 試 | 勝 | 分 | 負 | 得 | 失 |
| -------------- | -- | -- | -- | -- | -- | -- | -- |
| 韓国           | 2  | 2  | 1  | 0  | 1  | 5  | 3  |
| クメール共和国 | 2  | 2  | 1  | 0  | 1  | 5  | 4  |
| クウェート     | 2  | 2  | 1  | 0  | 1  | 2  | 5  |

### 準決勝
1972年5月16日
| イラン | 2 - 1 | クメール共和国 |

1972年5月17日
| タイ | 1 - 1 (PK戦: 1 - 2) | 韓国 |

### 3位決定戦
1972年5月19日
| タイ | 2 - 2 (PK戦: 5 - 3) | クメール共和国 |

### 決勝
1972年5月19日
| イラン | 2 - 1 | 韓国 |

## 最終結果
| AFCアジアカップ1972優勝国 |
| ------------------------- |
| · イラン · 2大会連続2度目 |